# Trichospermum talaudensis
Trichospermum talaudensis är en malvaväxtart som beskrevs av Kostermans. Trichospermum talaudensis ingår i släktet Trichospermum och familjen malvaväxter. Inga underarter finns listade i Catalogue of Life.